# 胡美 (明朝)
胡美（？—1384年），初名廷瑞，后避朱元璋的表字改名。河南江北等處行中書省沔陽（今湖北省沔陽縣）人，明朝军事将领。
其最早为陳友諒效力，任江西行省丞相，守卫龍興。朱元璋攻下江州，派人招降胡美。胡美派鄭仁傑请降，但要求不要解散其部队。朱元璋最初为难，后刘基暗示，朱元璋修书解释。最后胡美率众请降，朱元璋仍让其担任旧职。胡美投降后，其下属康泰、祝宗仍然不降，并反叛攻陷洪都。徐达平叛，朱元璋因康泰是胡美外甥，不予诛杀。此后胡美攻下武昌，并与徐达等人攻下淮東，进攻張士誠，接连攻下湖州、平江、無錫等地，招降莫天祐。
后为征南將軍，攻入福建，接连攻下杉關、光澤、邵武、建陽、建寧、福州、延平、興化，后留守福建，之后召还。后任中書平章、同知詹事院事，封豫章侯、臨川侯。之后因胡惟庸案以借其长女为贵妃之便与儿子、女婿秽乱宫禁之罪被赐自尽，其子和女婿也被处以死刑。